# Phú Dương, Hàng Châu
Phú Dương (chữ Hán phồn thể:富陽區, chữ Hán giản thể:富阳区, âm Hán Việt: Phú Dương khu) là một quận thuộc địa cấp thị Hàng Châu, tỉnh Chiết Giang, Cộng hòa Nhân dân Trung Hoa. Thành phố Phú Dương có diện tích 1808 km², dân số năm 2002 là 620.000 người. Chính quyền nhân dân quận đóng tại số 25, đường Quế Hoa Tây, nhai đạo Phú Xuân. Mã số bưu chính của quận này là 311400, mã vùng điện thoại 0571. Về mặt hành chính, quận Phú Dương được chia thành 4 nhai đạo, 16 trấn, 6 hương. Đây là thành phố Phú Dương cho đến tháng 2 năm 2015 thì chuyển thành quận.
- Nhai đạo: Phú Xuân, Xuân Giang, Đông Châu, Lộc Sơn.
- Trấn: Vạn Thị, Động Kiều, Tân Đăng, Lục Chử, Tư Khẩu, Vĩnh Xương, Thủy Nguyên, Linh Kiều, Lý Sơn, Thường Lục, Trường Khẩu, Thường An, Long Môn, Cao Kiều, Thụ hàng.
- Hương: Tân Đồng, Xuân Kiến, Hoàn Sơn, Hồ Nguyên, Ngư Sơn, Thượng Quan.

Phú Dương, Hàng Châu thời Tam quốc là Ngô Quận, Phú Xuân, đây là nơi sinh của Tôn Sách.